# 492 (szám)
A 492 (római számmal: CDXCII) egy természetes szám.

## A szám a matematikában
A tízes számrendszerbeli 492-es a kettes számrendszerben 111101100, a nyolcas számrendszerben 754, a tizenhatos számrendszerben 1EC alakban írható fel.
A 492 páros szám, összetett szám, a 493-mal Ruth–Aaron-párt alkot. Kanonikus alakban a 22 · 31 · 411 szorzattal, normálalakban a 4,92 · 102 szorzattal írható fel. Tizenkettő osztója van a természetes számok halmazán, ezek növekvő sorrendben: 1, 2, 3, 4, 6, 12, 41, 82, 123, 164, 246 és 492.
A 492 négyzete 242 064, köbe 119 095 488, négyzetgyöke 22,18107, köbgyöke 7,89445, reciproka 0,0020325. A 492 egység sugarú kör kerülete 3091,32717 egység, területe 760 466,48410 területegység; a 492 egység sugarú gömb térfogata 498 866 013,6 térfogategység.